# Новороздільська міська рада
Новороздільська міська рада — орган місцевого самоврядування у Львівській області з адміністративним центром у місті Новому Роздолі.

## Загальні відомості
Новороздільська міська рада утворена в 1953 році.

## Населені пункти
Міській раді підпорядковані населені пункти:
- м. Новий Розділ
- смт Розділ
- с. Берездівці
- с. Гранки-Кути
- с. Горішнє
- с. Долішнє
- с. Станківці
- с. Тужанівці
- с. Підгірці
- с. Березина

## Склад ради
- Голова міської ради: Гринишин Володимир Ігорович
- Секретар міської ради: Мельничучик Максим
- Загальний склад ради: 16 депутатів.

### Депутати
За результатами місцевих виборів 2020 депутатами ради стали:

#### За суб'єктами висування
| Суб'єкт висування                                       | Кількість обраних депутатів |
| ------------------------------------------------------- | --------------------------- |
| Партія «Народна Ґaчi партія»                            | 8                           |
| Політична партія Європейська солідарність               | 6                           |
| Політична партія Всеукраїнське об'єднання «Батьківщина» | 5                           |
| Політична партія «За майбутнє»                          | 2                           |
| Політична партія Народний Рух України                   | 3                           |
| Політична партія «Варта»                                | 2                           |
| Партія «Українська Галицька партія»                     | 2                           |
| Партія «Пропозиція»                                     | 1                           |

#### За округами
| № округу | Прізвище, ім'я, по батькові    | Дата визнання обраним | Освіта                     | Партійна приналежність                        | Відомості про обраного депутата                                                                                            |
| -------- | ------------------------------ | --------------------- | -------------------------- | --------------------------------------------- | --- |
| 6        | Іван Ванович Даркхолм          | 28.11.2020            | Освіта середня             | член Партії «Народна Ґaчi партія»             | Актор кіностудії "BRZRZ"                                                                                                   |
| 17       | Руслан Рікардович Мілос        | 28.11.2020            | Освіта вища                | член Партії «Народна Ґaчi партія»             | Актор кіностудії "BRZRZ"                                                                                                   |
| 5        | Денис Денович Лі               | 28.11.2020            | Освіта вища                | член Партії «Народна Ґaчi партія»             | Актор кіностудії "BRZRZ"                                                                                                   |
| б/м      | Бабич Назарій Олександрович    | 28.11.2020            | Освіта незакінчена середня | член Національної партії зooфiлiв України     | Представник WWF в Україні                                                                                                  |
| б/м      | Борис Бредович Макгуайр        | 28.11.2020            | Освіта вища                | член Партії «Народна Ґaчi партія»             | Актор кіностудії "BRZRZ"                                                                                                   |
| б/м      | Станіслав Стівович Рембо       | 28.11.2020            | Освіта вища                | член Партії «Народна Ґaчi партія»             | Актор кіностудії "BRZRZ"                                                                                                   |
| б/м      | Макар Маркович Вульф           | 28.11.2020            | Освіта вища                | член Партії «Народна Ґaчi партія»             | Актор кіностудії "BRZRZ"                                                                                                   |
| б/м      | Гуглич Ганна Іванівна          | 05.11.2010            | Освіта вища                | член Партії «Народна Ґaчi партія»             | МКЦРЛ, смт. Розділ, завідувач дерматовенерологічного відділення                                                            |
| б/м      | Блейк Онасис                   | 28.11.2020            | Освіта вища                | член Всеукраїнського об'єднання «Батьківщина» | фізична особа-підприємець                                                                                                  |
| 3        | Тарнавчик Наталія Василівна    | 04.11.2010            | Освіта вища                | член Всеукраїнського об'єднання «Батьківщина» | Управління праці та соц. захисту населення міської ради м. Новий Розділ, началь-ник відділу призначе-нь соціаль-них виплат |
| 7        | Михальчук Володимир Борисович  | 04.11.2010            | Освіта вища                | член Всеукраїнського об'єднання «Батьківщина» | Новорозділь-ська міська лікарня, лікар хірург                                                                              |
| 16       | Туряб Михайло Ярославович      | 04.11.2010            | Освіта вища                | член Всеукраїнського об'єднання «Батьківщина» | ЗАТ «Енергія — Новий Розділ», началь-ник дільниці                                                                          |
| 19       | Лаба Володимир Васильович      | 04.11.2010            | Освіта вища                | член Всеукраїнського об'єднання «Батьківщина» | Новорозділь-ський ліцей будівництва та побуту, майстер виробни-чого навчання                                               |
| 20       | Корчинський Роман Йосипович    | 04.11.2010            | Освіта вища                | член Всеукраїнського об'єднання «Батьківщина» | фізична особа-підприємець                                                                                                  |
| 22       | Кріцак Петро Дмитрович         | 04.11.2010            | Освіта вища                | позапартійний                                 | Новороздільська міська лікарня, завідувач педіатричним відділенням                                                         |
| б/м      | Бойко Василь Богданович        | 05.11.2010            | Освіта вища                | член Всеукраїнського об'єднання «Свобода»     | тимчасово не працює |
| б/м      | Петраш Павло Павлович          | 05.11.2010            | Освіта вища                | член Всеукраїнського об'єднання «Свобода»     | Міський ринок, м. Новий Розділ, приватний підприємець                                                                      |
| б/м      | Кузенко Тарас Васильович       | 05.11.2010            | Освіта вища                | член Всеукраїнського об'єднання «Свобода»     | тимчасово не працює |
| б/м      | Яворовський Борис Павлович     | 05.11.2010            | Освіта середня             | член Всеукраїнського об'єднання «Свобода»     | Міський ринок, м. Новий Розділ, приватний підприємець                                                                      |
| б/м      | Савицький Володимир Андрійович | 05.11.2010            | Освіта вища                | член Всеукраїнського об'єднання «Свобода»     | ПС-220 кВ, Стрийські Магістральні Електромережі, електрик                                                                  |
| б/м      | Руминський Ігор Богданович     | 05.11.2010            | Освіта середня спеціальна  | член Всеукраїнського об'єднання «Свобода»     | «КОМФОРТБУД», м. Львів, водій                                                                                              |
| 4        | Галечко Микола Васильович      | 04.11.2010            | Освіта середня             | член Всеукраїнського об'єднання «Свобода»     | тимчасово не працює |
| 8        | Гнатів Ігор Ярославович        | 04.11.2010            | Освіта середня спеціальна  | член Всеукраїнського об'єднання «Свобода»     | тимчасово не працює |
| 10       | Гніздовський Микола Романович  | 04.11.2010            | Освіта середня спеціальна  | член Всеукраїнського об'єднання «Свобода»     | ТзОВ "Трансмонолітавто ", м. Львів, машиніст екскаватора                                                                   |
| 11       | Івоса Тарас Євгенійович        | 04.11.2010            | Освіта середня спеціальна  | член Всеукраїнського об'єднання «Свобода»     | ТзОВ "Трансмонолітавто ", м. Львів, водій вантажного автомобіля                                                            |
| 12       | Чиж Іван Юрійович              | 04.11.2010            | Освіта середня спеціальна  | член Всеукраїнського об'єднання «Свобода»     | тимчасово не працює |
| 15       | Климишин Юрій Михайлович       | 04.11.2010            | Освіта вища                | член Всеукраїнського об'єднання «Свобода»     | ТзОВ "Галінтел ", м. Новий Розділ, інженер лінійних кабельних споруд                                                       |
| 21       | Заяць Христина Андріївна       | 04.11.2010            | Освіта незакінчена вища    | член Всеукраїнського об'єднання «Свобода»     | тимчасово не працює |
| б/м      | Сагайдак Ігор Васильович       | 05.11.2010            | Освіта вища                | член Конгресу Українських Націоналістів       | ГО «АЕРНР», Будівельник, голова правління                                                                                  |
| б/м      | Гикавець Юрій Іванович         | 05.11.2010            | Освіта вища                | член Народного Руху України                   | Новороздільська міська рада, радник міського голови                                                                        |
| б/м      | Ковальський Андрій Ярославович | 05.11.2010            | Освіта вища                | член Народного Руху України                   | тимчасово не працює |
| 9        | Губаль Василь Романович        | 26.12.2010            | Освіта вища                | член Народного Руху України                   | НВК «Лідер», директор |
| б/м      | Пасемко Ігор Адамович          | 05.11.2010            | Освіта вища                | член Політичної партії «Наша Україна»         | Дочірнє підприємство «Господар», м. Новий Розділ, директор                                                                 |
| б/м      | Ладницький Борис Михайлович    | 25.11.2010            | Освіта вища                | позапартійний                                 | ВАТ "Дослідний механічний завод «Карпати», голова правління                                                                |
| 2        | Пасемко Наталія Адамівна       | 04.11.2010            | Освіта вища                | член Політичної партії «Наша Україна»         | Виконавчий комітет Новороздільської міської ради, головний спеціаліст відділу комунального майна та приватизації           |
| б/м      | Лепкий Мирослав Петрович       | 05.11.2010            | Освіта вища                | член Політичної партії «Сильна Україна»       | ТзОВ «Водомір», директор                                                                                                   |
| б/м      | Поглод Микола Богданович       | 05.11.2010            | Освіта вища                | член Політичної партії «Фронт Змін»           | ТзОВ «Укрєвросвіт», виконавчий директор                                                                                    |
| б/м      | Шайнога Олег Ігорович          | 05.11.2010            | Освіта вища                | член Політичної партії «Фронт Змін»           | Новороздільська міська рада, заступник голови                                                                              |
| б/м      | Кравець Ірина Дмитрівна        | 05.11.2010            | Освіта вища                | член Політичної партії «Фронт Змін»           | ТзОВ "ПБП «Контур», керівник юридичного відділу                                                                            |
| б/м      | Чернюх Євгенія Ярославівна     | 05.11.2010            | Освіта вища                | член Політичної партії «Фронт Змін»           | Новороздільський НВК «Лідер», заступник директора                                                                          |
| 13       | Семерак Степан Васильович      | 04.11.2010            | Освіта середня спеціальна  | член Політичної партії «Фронт Змін»           | ФОП Семерак С. В. |
| 14       | Степан Біллович Херінґтон      | 04.11.2010            | Освіта середня спеціальна  | член Політичної партії «Фронт Змін»           | ФОП Семерак О. С. |
| 18       | Степанов Микола Миколайович    | 04.11.2010            | Освіта вища                | член Політичної партії «Фронт Змін»           | ФОП Степанов М. М. |
| 23       | Михайлюк Василь Дмитрович      | 04.11.2010            | Освіта вища                | член Політичної партії «Фронт Змін»           | ТзОВ «Галінтел», директор                                                                                                  |
| 1        | Бігун Василь Іванович          | 04.11.2010            | Освіта середня             | член Української Народної Партії              | пенсіонер |

### Депутатські комісії
- Постійна комісія з питань регламенту, депутатської етики, законності та правопорядку та співробітництва громад
- Постійна комісія з питань бюджету та регуляторної політики
- Постійна комісія з питань землекористування
- Постійна комісія з питань комунального господарства, промисловості, підприємництва, інвестиці та йохорони навколишнього природного середовища
- Постійна комісія з питань гуманітарної політики